# Ryōzō Nagashima
Ryōzō Nagashima (長島 良三 Nagashima Ryōzō?, 1936 – 14 de octubre de 2013) fue un editor, escritor y traductor japonés. 
Un graduado del departamento de Literatura Francesa de la Universidad de Meiji, se unió a Hayakawa Shobō, una empresa editorial, donde permaneció hasta el año 1975 especializada en la traducción de la literatura francesa, que se traduce, entre otros, obras de André Maurois, Boris Vian, Georges Simenon, Maurice Leblanc.
En 1985, publicó Dorafuto Renzoku Satsujin Jiken (ドラフト連続殺人事件).
También utilizó la seudónimo Ryōzō Kitajima (北村良三 Kitamura Ryōzō?).
Murió el 14 de octubre de 2013, la insuficiencia cardíaca.